# 大薮丘
大薮 丘（おおやぶ たか、1995年8月8日 - ）は、日本の俳優。石川県出身。

## 人物
小学校6年生の時に芸能界に憧れ、オーディションを受けたが、中々合格しなかったので一度諦める。
陸上競技にのめりこみ中学1年のころの50m走のタイムは中学生ながら6秒4、陸上8種で優秀な成績をおさめ、スポーツ推薦を受け高校入学。6年間を陸上に費やす。
卒業後上京。大河ドラマや海外ドラマが大好きで、本物の俳優を目指すため、クリオネに所属。2023年に退所。

## 出演

### 舞台
- 劇団居酒屋ベースボール第16試合本公演 人の類い、十二の亜種(前半) 子「マウスの道徳」（2014年12月2日 - 14日、Geki地下Liberty）[2]
- 三ツ星キッチン第12弾 オリジナルJーミュージカル『DREAM』（2015年6月17日 - 28日、中野ザ･ポケット / in→dependent theatre 2nd）[3]
- たねびとの会主催 ミュージカル「しあわせのタネ」（2015年10月 - 11月、座・高円寺 / 千葉） - 重森太陽（新婦の従兄弟）役[4]
- 三ツ星キッチンプログレス公演「魔法のスープ」（2015年11月27日 - 29日） - 橋本つよし（シェフ）役 ※主演[5]
- テトラクロマット「風は垂てに吹く」（2016年8月18日 - 23日、吉祥寺シアター） - 主演[6]
- 箱庭円舞曲 第二十四楽章「インテリぶる世界」（2017年5月10日 - 17日、下北沢ザ・スズナリ）[7]
- ミュージカル・テニスの王子様3rdシーズン （2017年 - 2020年）- 丸井ブン太 役[8]
  - 青学vs立海（2017年7月14日 - 10月1日、 TOKYO DOME CITY HALL 他）
  - 青学vs比嘉（2017年12月21日 - 2018年2月18日、TOKYO DOME CITY HALL 他）
  - TEAM Party RIKKAI（2018年4月5日 - 8日、日本青年館ホール）
  - Dream Live 2018 （2018年5月5日 - 6日、神戸ワールド記念ホール / 5月19日 - 20日、横浜アリーナ）
  - 全国大会 青学vs立海 前編（2019年7月11日 - 9月29日、TOKYO DOME CITY HALL 他）
  - 秋の大運動会 2019（2019年10月8日 - 9日、横浜アリーナ）
  - 全国大会 青学vs立海 後編（2019年12月19日 - 2020年2月16日、TOKYO DOME CITY HALL 他）
  - Thank-you Festival 2020（2020年2月26日 - 3月1日、カルッツかわさき ホール）※本人として登壇[9]
  - Dream Live 2020（2020年5月22日 - 24日、大阪城ホール / 5月29日 - 5月31日、ぴあアリーナMM）→新型コロナウイルス感染防止のため全公演中止
- Clione Compilation Reading Ⅲ「Rain men in Noel　雨男たちのクリスマス」（2017年10月25日 - 27日、初台DOORS）[10]
- ウォーキング・スタッフプロデュース『D51-651』（2018年6月23日 - 7月1日、シアター711）[11]
- Nana Produce Vol.9「真空家族」（2018年8月8日 - 19日、中野ザ・ポケット）[12]
- タクフェス第6弾『あいあい傘』（2018年10月 - 12月、埼玉 / 仙台 / 佐賀 / 栃木 / 東京 / 新潟 / 広島 / 札幌 / 大阪 / 名古屋）- 船田くん 役[13]
- 歳が暮れ・るYO 〜明治座大合戦祭〜（2018年12月28日 - 31日、明治座 / 2019年1月19日、梅田芸術劇場 メインホール）- 下間幸康 役[14]
- 舞台「探偵東堂解の事件録-大正浪漫探偵譚-」（2019年2月14日 - 18日、千本桜ホール） - 朱崎信二 役[15]
- 〜関西テレビ放送 開局60周年記念〜ミュージカル『ハル』（2019年4月1日 - 28日、TBS赤坂ACTシアター 他）[16]
- 舞台「OZMAFIA!! sink into oblivion」（2019年10月23日 - 27日、 こくみん共済 coop ホール／スペース・ゼロ）- ソウ 役
- 舞台「誰が為のアルケミスト」〜聖ガ剣、十の戒〜（2020年3月13日 - 22日、新宿FACE）- アハト 役
- 劇壇ガルバ「砂の国の遠い声」（2020年7月4日 - 12日、下北沢駅前劇場）[17] ※公演中止
- 三ツ星キッチン Original J-Musical『Beats～クマネズミの未来ミッション～』（2020年8月27日 - 30日、東京芸術劇場 シアターウエスト）- ビーツ 役 ※主演[18]
- あうるすぽっとプロデュース『その男、ピッグテイル』（2020年11月22日 - 29日、あうるすぽっと）
- チャオ！明治座祭10周年記念特別公演『忠臣蔵討入・る祭』（2020年12月28日 - 31日、明治座）- 大高源五 役[19]
- 舞台『よみがえる明治座東京喜劇』第一部：お芝居「こちとら大奥様だぜぃ！」（2021年1月29日 - 2月14日、明治座）- 赤井寅之新 役
- 舞台『元号男子』（2021年3月4日 - 14日、大手町三井ホール）- 令和 役 [20] ※公演中止[21]
- ミュージカル『いつか～one fine day』（2021年6月9日 - 20日、CBGKシブゲキ!!）- タマキ豊 役[22]
- Living Room MUSICAL vol.16 「祝･開催!歌の祭典 リビムピック2021」（2021年7月27日、eplus LIVING ROOM CAFE&DINING）[23] ※公演中止
- カムカムミニキーナ vol.71『サナギ』（2021年8月12日 - 9月5日、座・高円寺1 他）[24]
- タクフェス第9弾『天国』（2021年10月22日 - 12月12日、サンシャイン劇場 他）[25]
- Entertainment Theater Vol.1 「天使は桜に舞い降りて」（2022年1月6日 - 1月30日、サンシャイン劇場 他）
- ミュージカル「ロミオの青い空」（2022年3月31日 - 4月3日、東京建物 Brillia HALL）- ロミオ 役 ※W主演[26]
  - ミュージカル「ロミオの青い空」〜誓い〜（2025年5月2日 - 11日、天王洲 銀河劇場）[27]
- アナタを幸せにする世界の伝説シリーズ・アナ伝 vol.3『ジェヴォーダンの怪物～狼男伝説～』（2022年10月20日 - 23日、こくみん共済 coop ホール / スペース・ゼロ）- リトルゴーツ・グリム （ヨーロッパオオカミ・ドイツ）役[28]
- タクフェス第11弾『晩餐』（2023年10月7日 - 12月17日、飯能市市民会館 大ホール 他） - 登別くん 役[29][30]
- タクラボ第3弾 新春ショートショート『THE お年玉』（2024年1月12日 -14日、シアターサンモール）[31]
- 舞台「口笛」（2024年7月23日 - 28日、シアター・アルファ東京）[32]
- タクフェス 第12弾『夕 -ゆう-』（2024年11月1日 - 12月12日、サンシャイン劇場 他） - 坂田 役[33]

### ネット配信映像
- 公式前田館｜前田館だけのおトクな大薮（2020年4月6日 - 、ニコニコ生放送）
- 「眠らない羊たちの朗読会」
  - 第1回朗読会 『天使が通る』&『彼に似合う職業』（2020年5月21日、ニコニコ生放送）
  - 第3回朗読会『1%ラブレター』&『アミルスタン伯爵の晩餐』（2020年6月18日、ニコニコ生放送）
  - 第4回朗読会 『深海のカンパネルラ』 （2020年6月28日、ニコニコ生放送）
- ミュージカル『テニスの王子様』Dream Stream（2020年11月15日 - 21日、SUPERLIVE by OPENREC） - 丸井ブン太 役[34]
- WEB配信連続ドラマ『THE BAD LOSERS』（2021年、YouTube）- 季楽里（きらり） 役

### イベント
- 「大薮丘 2018.04-2019.03 カレンダー」発売記念トーク&ミニライブ（2018年3月4日、渋谷文化ファッションインキュベーション）
- 「前田隆太朗 2018.04-2019.03 カレンダー」発売記念イベント（2018年3月17日、渋谷文化ファッションインキュベーション）- ゲスト出演
- 川﨑優作 バースデーイベント2018（2018年8月18日、代々木の森 リブロホール）- ゲスト出演
- TAKA OOYABU Connecting the Life 2018 大薮丘バースデーイベント （2018年8月26日、南麻布セントレホール）
- 「スマチャレ!!リベンジ 大薮 丘vs大隅勇太」リアル対決イベント（2019年1月20日、渋谷・ファッションインキュベーション）
- 「大薮丘【祝！新元号】カレンダー」発売記念イベント（2019年5月26日、WATERRAS COMMON HALL ワテラスコモンホール）
- 「大薮丘 2020.04-2021.03カレンダー」発売記念イベント（2020年2月23日、日仏会館ホール）
- 「大薮丘 BirthdayEvent！『BO・KU・KO・SO WA! ミュージック！」（2020年8月10日、浜離宮朝日ホール・小ホール）
- 「大薮丘 2021.04-2022.03カレンダー」発売記念イベント（2021年3月20日、HMV＆BOOKS SHIBUYA 6F）
- 「ココアとポン酢のDream Match！アッ！と驚くChemical Reaction！！ココポー－ーンズ！！」（2021年6月27日、日本橋公会堂）

### テレビドラマ
- 素晴らしき哉、先生! 第5話（2024年9月15日、朝日放送テレビ・テレビ朝日系） - 大江 役[35]